# Валенса (Португалия)
Вале́нса (порт. Valença; [vɐ'lẽsɐ]) — город в Португалии, центр одноимённого муниципалитета в составе округа Виана-ду-Каштелу. По старому административному делению входил в провинцию Минью. Входит в экономико-статистический субрегион Минью-Лима, который входит в Северный регион. Численность населения — 3,5 тыс. жителей (город), 14,2 тыс. жителей (муниципалитет). Занимает площадь 117,43 км².

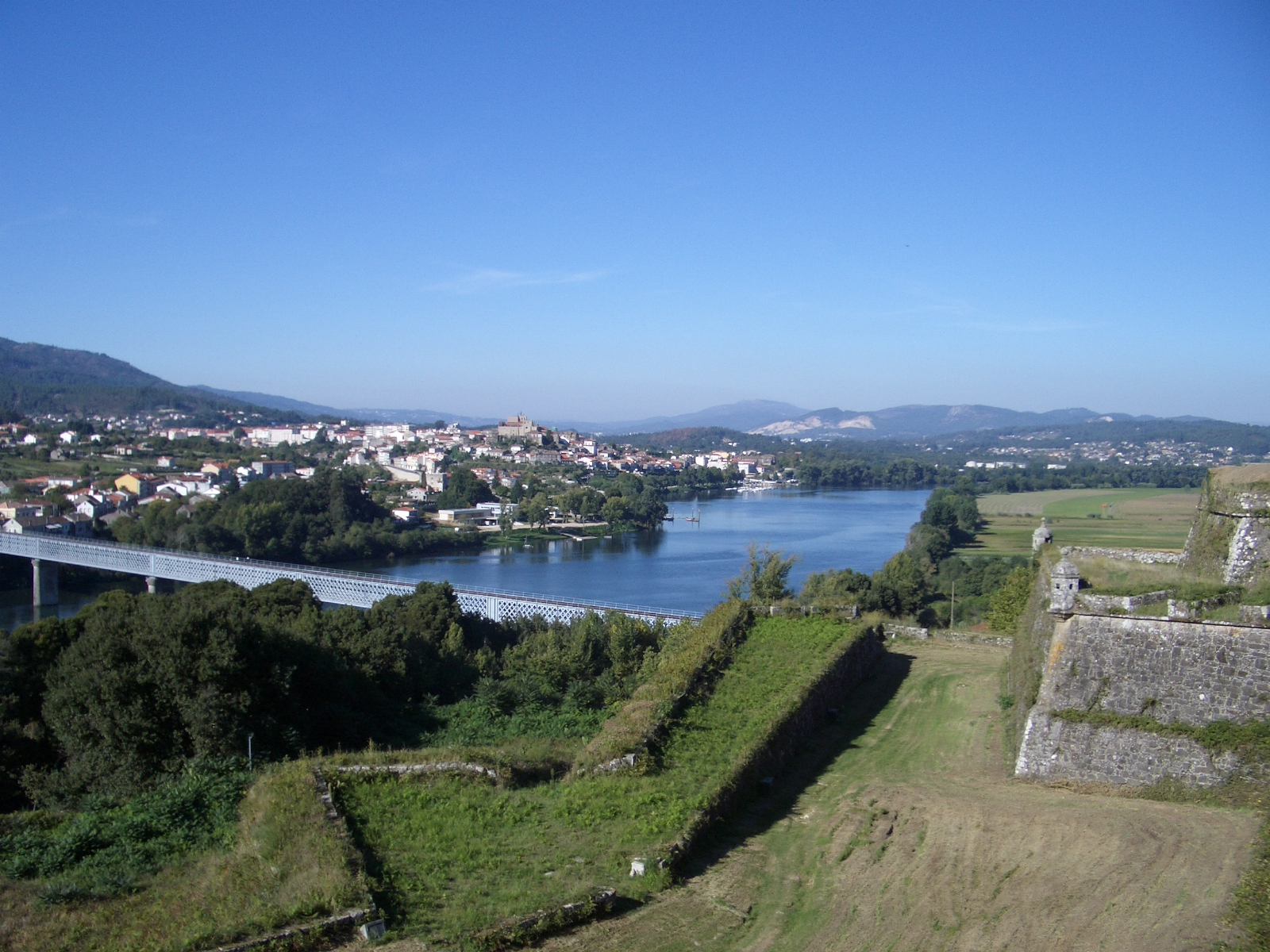
Вид на город и реку Минью

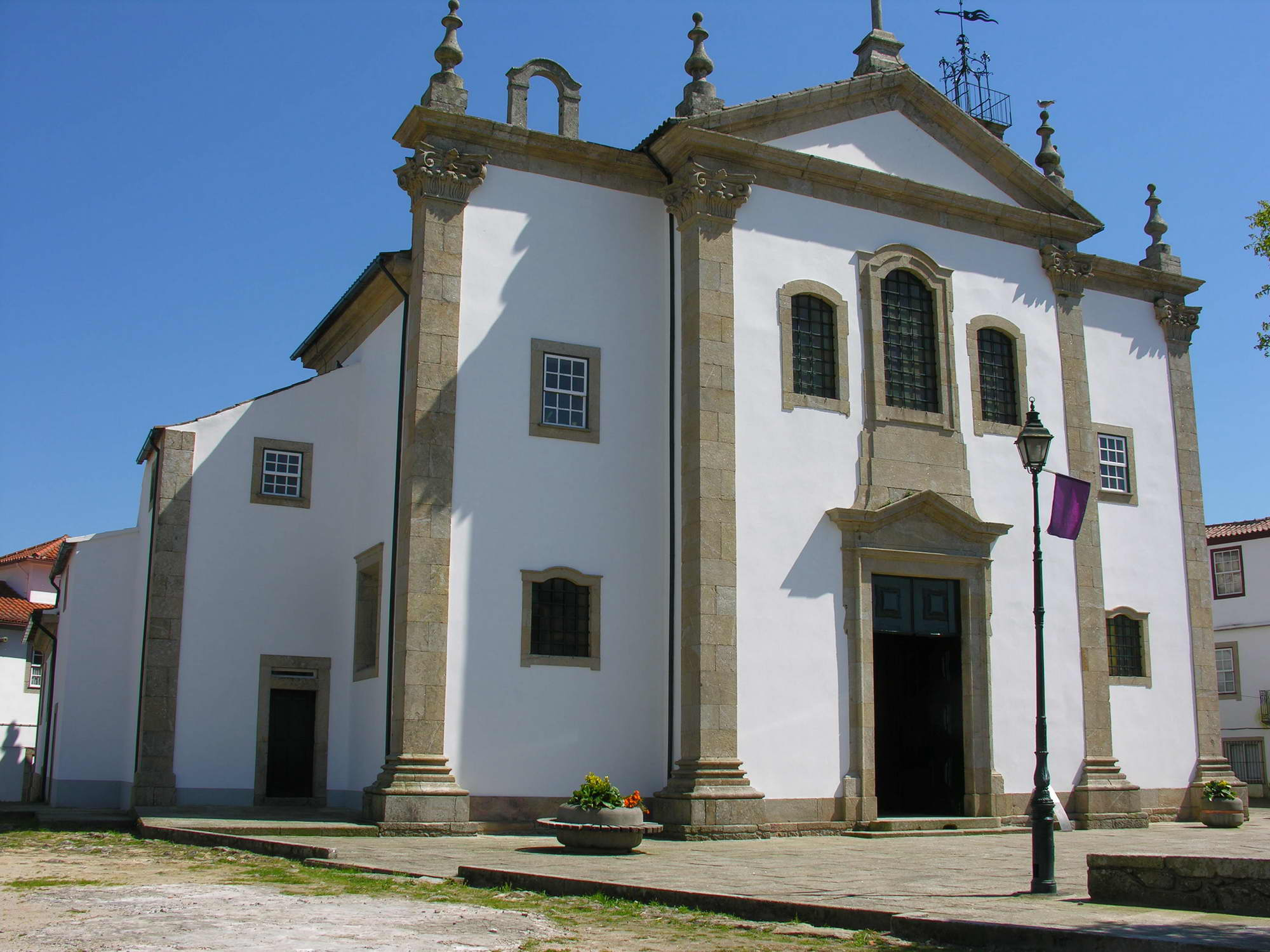

Покровителем города считается Сан-Теотониу.
Праздник города — 18 февраля.

## Расположение
Город расположен в 41 км на северо-восток от административного центра округа города Виана-ду-Каштелу на левом берегу реки Минью.
Муниципалитет граничит:
- на севере — Испания
- на востоке — муниципалитет Монсан
- на юге — муниципалитет Паредеш-де-Кора
- на западе — муниципалитет Вила-Нова-де-Сервейра
- на северо-западе — Испания

## История
Город основан в 1217 году.

## Население
| Численность населения муниципалитета по годам | Численность населения муниципалитета по годам | Численность населения муниципалитета по годам | Численность населения муниципалитета по годам | Численность населения муниципалитета по годам | Численность населения муниципалитета по годам | Численность населения муниципалитета по годам | Численность населения муниципалитета по годам | Численность населения муниципалитета по годам |
| --------------------------------------------- | --------------------------------------------- | --------------------------------------------- | --------------------------------------------- | --------------------------------------------- | --------------------------------------------- | --------------------------------------------- | --------------------------------------------- | --------------------------------------------- |
| 1801                                          | 1849                                          | 1900                                          | 1930                                          | 1960                                          | 1981                                          | 1991                                          | 2001                                          | 2004                                          |
| 9242                                          | 13 984                                        | 15 265                                        | 16 034                                        | 16 237                                        | 13 948                                        | 14 815                                        | 14 187                                        | 14 284                                        |

## Транспорт
Железнодорожная станция. Автострады E3, N101.

## Состав муниципалитета

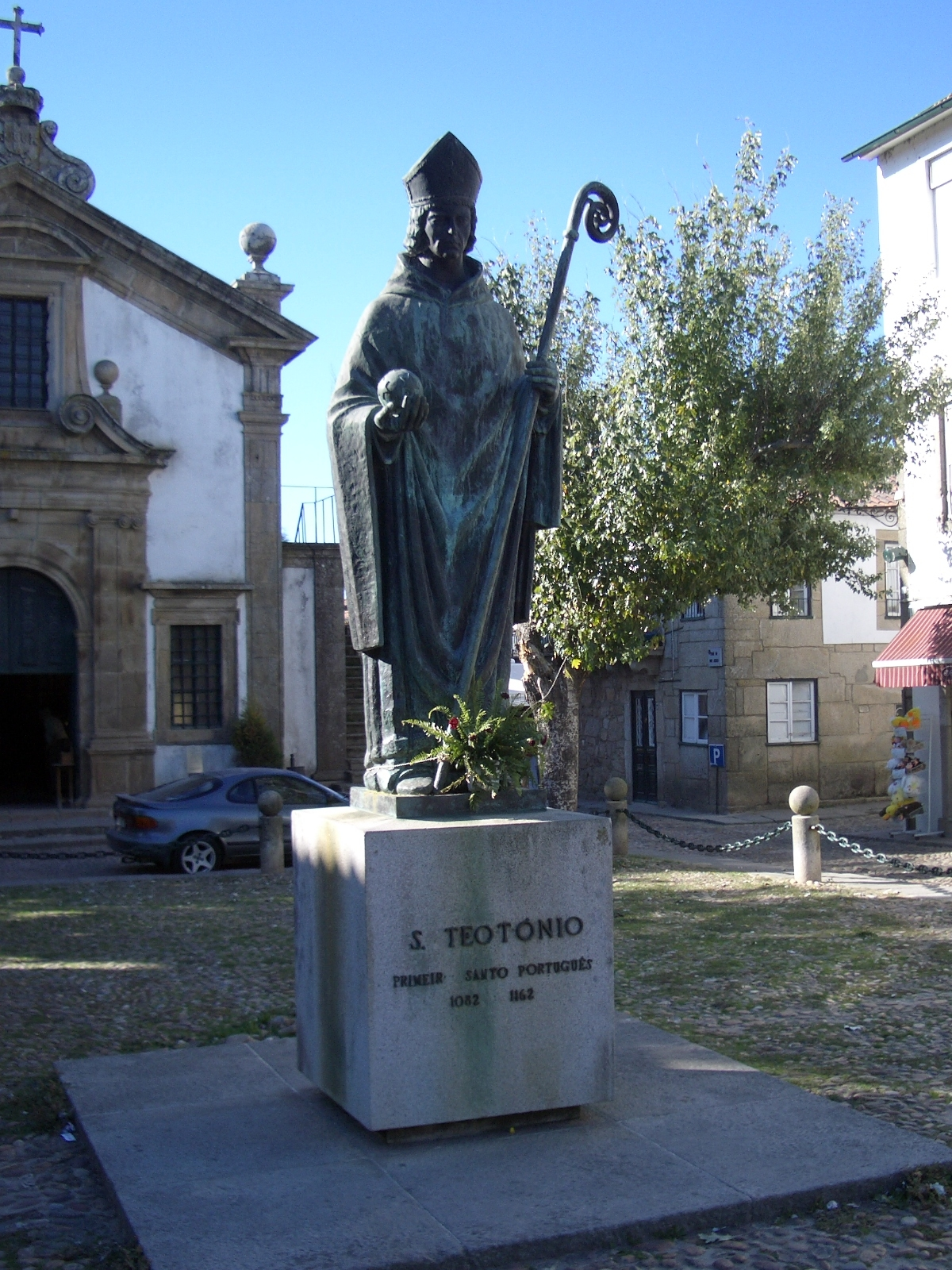
Статуя Святому Теотониу

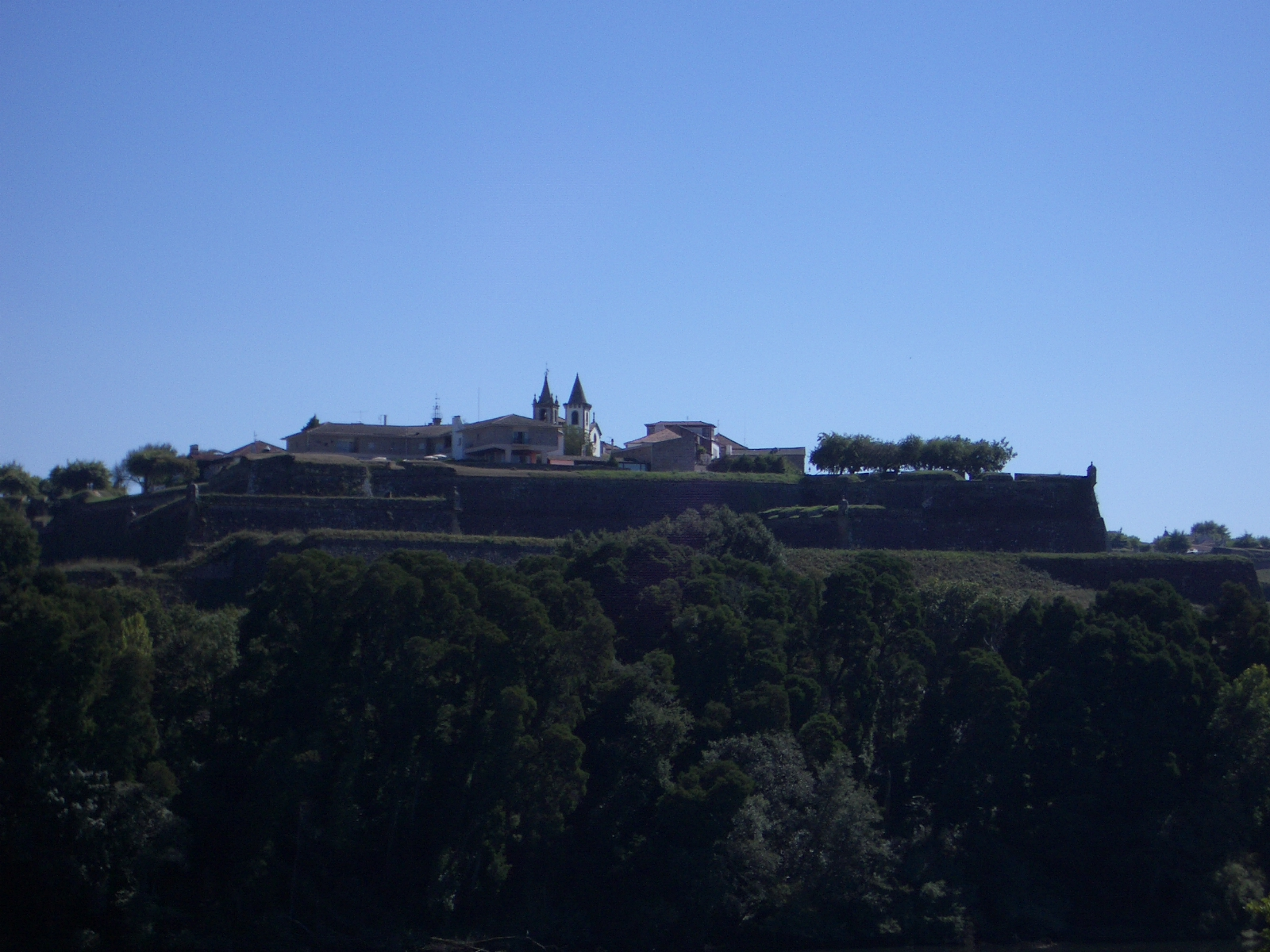
Крепостной замок в Валенса

В муниципалитет входят следующие районы:
- Аран
- Бойван
- Сердал
- Криштелу-Кову
- Фонтора
- Фриешташ
- Гандра
- Ганфеи
- Гондомил
- Санфинш
- Силва
- Сан-Жулиан
- Сан-Педру-да-Торре
- Тайан
- Валенса
- Вердоэжу

## См. также

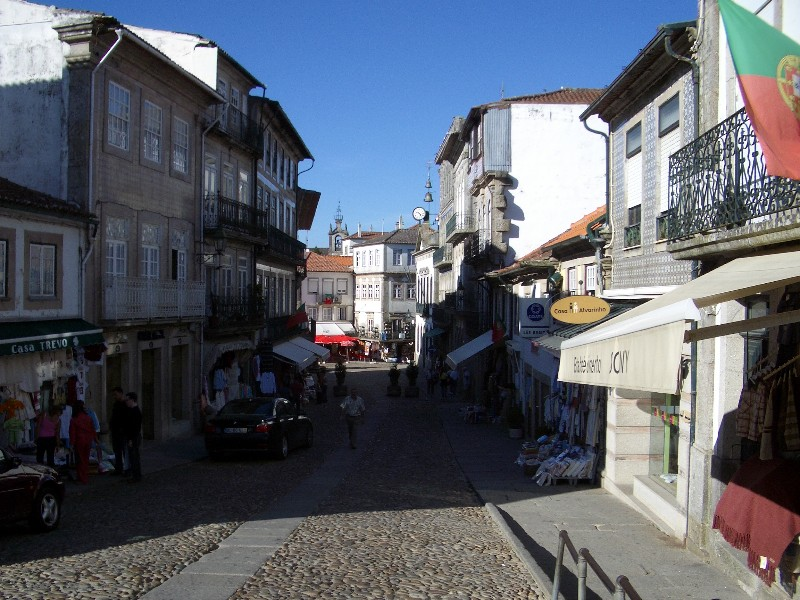
Улица Лопеш-да-Силва в Валенса